# Айталиев, Жархан Айталиевич
Жархан Айталиевич Айталиев (каз. Жарқын Айталиұлы Айталиев; 15 августа 1903, а. Шунгай Уральская область, Российская империя — 26 сентября 1970, Алма-Ата) — советский геолог, кандидат геолого-минералогических наук (1949), член-корреспондент АН КазССР (1958).

## Биография
Родился 15 августа 1903 года в семье скотовода в ауле Шунгай Уральской области.
В 1920 году окончил 4 класса школы в Шунгайе, и 2 класса училища в городе Джаныбек.
В 1920—1923 гг. — секретарь волисполкома РКСМ станции Шунгай, заместитель начальника Калмыцкой уездной милиции. Был в составе Шонгайского коммунистического отряда Части особого назначения (ЧОН).
В 1923—1926 гг. — Рабфак в городе Оренбург.
В 1930 году окончил горный факультет Сибирского технологического института имени Ф. Э. Дзержинского в Томске, по специальности горный инженер.
1930—1948 — работал в 11 геологоразведочных организациях в Томске и Казахской ССР. Специализировался в поиске и разведке редкоземельных месторождений (олово, вольфрам, тантал, бериллий, литий, цезий и других).
Кандидат геолого-минералогических наук, с 19 мая 1949 года.
С 1948 по 1955 год — первый директор Алтайского научно-исследовательского горно-металлургического института АН КазССР, заместитель министра геологии Казахской ССР.
С 1956 по 1960 год — директор Казахского института минерального сырья.
С 1963 по 1967 год — заведующий сектором физической географии АН КазССР.
Под его руководством составлена общая сводка данных по редким металлам казахстанской части Горного Алтая, прогнозная карта Калба-Нарымского металлогенического пояса.
Скончался 26 сентября 1970 года, похоронен на Центральном кладбище Алматы.

## Награды
- Орден Красного Знамени
- Орден «Знак Почёта».